# Eric van Oosterhout

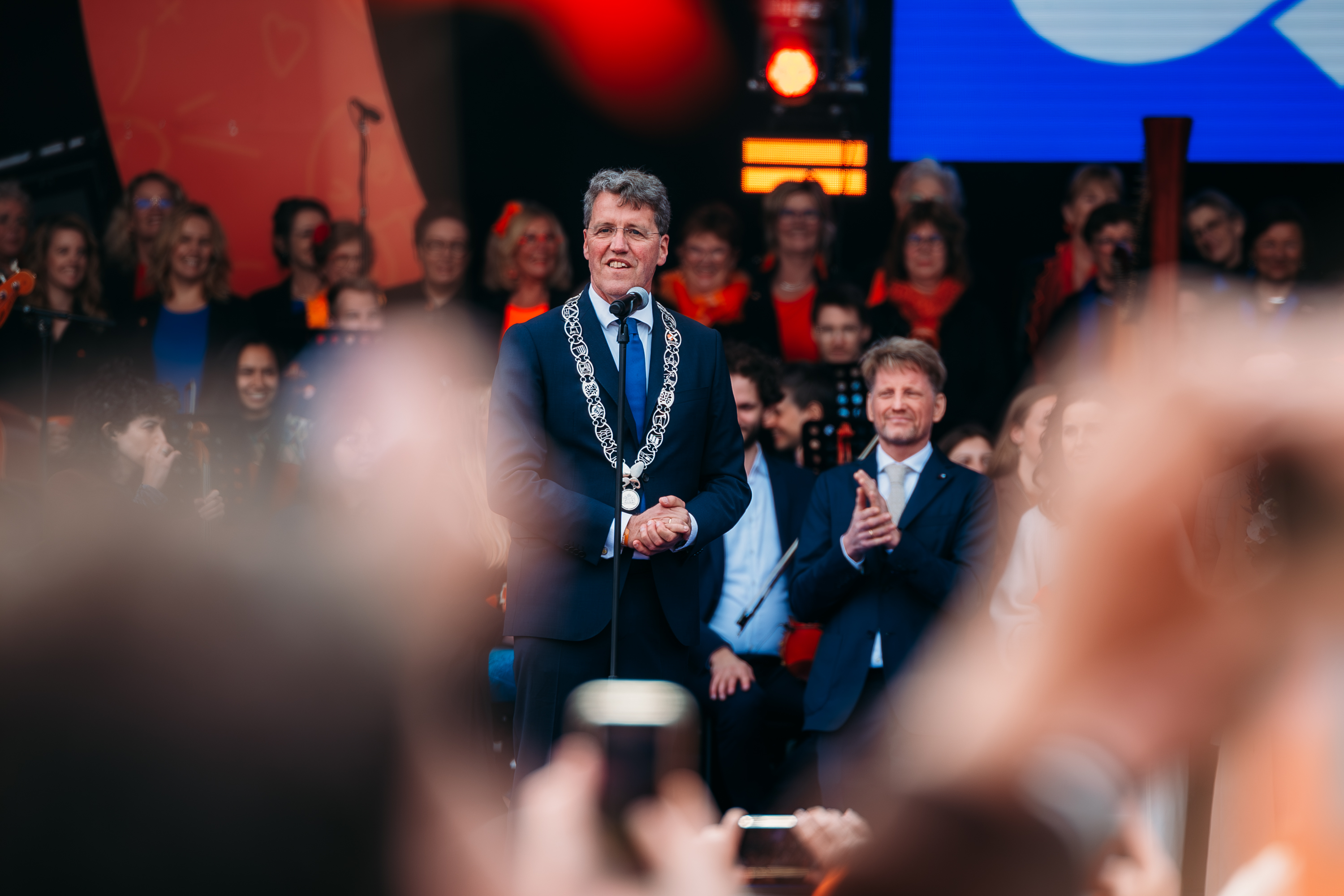
Eric van Oosterhout tijdens Koningsdag 2024 in Emmen.

Hendrik Frederik (Eric) van Oosterhout (Breda, 6 april 1961) is een Nederlands neerlandicus, politicus en bestuurder. Hij is lid van de PvdA. Sinds 15 maart 2017 is hij burgemeester van Emmen.

## Biografie
Van Oosterhout werd geboren in Breda als zoon van een Brabantse vader en een Zwolse moeder. Hij groeide op in de wijk Moerwijk van Den Haag en vanaf zijn veertiende jaar in Zwolle. Na de middelbare school studeerde hij Nederlands aan de Rijksuniversiteit Groningen met als bijvak onderwijskunde. Hij studeerde cum laude af op de wijze waarop Gronings-sprekende kinderen leren lezen en spellen. Als dienstweigeraar werd hij te werk gesteld bij de Regionale Groninger Advies- en Begeleidingsdienst. Daarna was hij van 1989 tot 1994 beleidsmedewerker onderwijs bij de gemeente Veendam.
Van 1994 tot medio 1996 was Van Oosterhout werkzaam bij het ministerie Onderwijs en Wetenschappen. In 1996 maakte hij de overstap naar de School- en Advies Begeleidingsdienst in Oude Pekela. Hij is tot 1998 korte tijd gemeenteraadslid voor de PvdA geweest in Veendam. In 1998 keerde hij terug bij de gemeente Veendam; eerst als hoofd van de afdeling welzijn en onderwijs, vanaf 1 januari 2005 was hij er gemeentesecretaris.
Van 2007 tot 2015 was Van Oosterhout voorzitter van de raad van toezicht van RENN4 voor gespecialiseerd onderwijs. Vanaf 15 september 2007 was hij burgemeester van Aa en Hunze. Hij volgde in deze functie Rein Munniksma op, die gedeputeerde van Drenthe was geworden. Van 2015 tot 2023 was hij voorzitter van de raad van toezicht van Plateau, de organisatie voor primair openbaar onderwijs in Assen.
Sinds 15 maart 2017 is Van Oosterhout burgemeester van Emmen. In Emmen volgde hij partijgenoot Cees Bijl op, die ook gedeputeerde van Drenthe was geworden. Sinds oktober 2018 is hij secretaris/penningmeester van de Vereniging van Nederlandse Gemeenten (VNG). Sinds 2020 is hij voorzitter van het Landelijk Contact Gemeentelijk Welzijnsbeleid (LCGW). Sinds 1 juli 2023 is hij voorzitter van de raad van toezicht van Openbaar Onderwijs Groningen.

## Privéleven
Van Oosterhout is getrouwd en heeft drie dochters. In december 2009 werd hij op kerstavond getroffen door een hartinfarct.